# ليجراند ر. كورتيس
ليجراند ر. كورتيس (بالإنجليزية: LeGrand R. Curtis)‏ هو طبيب أسنان وقسيس أمريكي، ولد في 22 مايو 1924، وتوفي في 19 ديسمبر 2010.